# پلامن گتوف
پلامن گتوف (بلغاری: Пламен Цветанов Гетов؛ زادهٔ ۴ مارس ۱۹۵۹) بازیکن فوتبال اهل بلغارستان بود.
از باشگاه‌هایی که در آن بازی کرده‌است می‌توان به باشگاه ورزشی پورتیموننزه، باشگاه فوتبال لفسکی صوفیه، و باشگاه فوتبال زسکا صوفیه اشاره کرد.
وی همچنین در تیم ملی فوتبال بلغارستان بازی کرده‌است.